# Metakromatisk leukodystrofi
Metakromatisk leukodystrofi, förkortat MLD, är en sällsynt och dödlig ämnesomsättningssjukdom som drabbar barn 2-5 år. Den beror på brist på enzymet arylsulfatas A, vilket leder till att vissa lipider (cerebrosider och sulfatider) ansamlas i bl.a. centrala nervsystemet.
Sjukdomen angriper hjärnan och andra vitala organ. De första symptomen kan vara att barnet snubblar och får svårt att gå, sedan utvecklas ofta även epilepsi, spasmer och andningssvårigheter. I senare stadier kan respirator och sondmatning behövas för att hålla patienten vid liv.
Sjukdomen är i dagsläget obotlig och dödligheten är i princip hundraprocentig, dock finns goda möjligheter att mildra symptomen. Vid svåra smärtor ges lindrande morfin och antiepileptika kan motverka spasmer.
Forskning inom området efter ett eventuellt botemedel pågår.